# الأوروبيون (رواية)
الأوروبيون: قصاصة (بالإنجليزية: The Europeans: A sketch)‏ هي رواية قصيرة بقلم هنري جيمس، والتي نشرها في عام 1878. وهي في الأساس كوميديا عن تناقض سلوك ومواقف زائرين من أوروبا مع أقربائهم الذين يعيشون في العالم الجديد في نيو انغلاند. الرواية ظهرت أولا بشكل مسلسل في جريدة أتلانتيك الشهرية من شهر يوليو إلى أكتوبر 1878. قام جيمس بالعديد من التعديلات الطفيفة عند نشر الكتاب في طبعته الأولى.